# Patricia Schmid

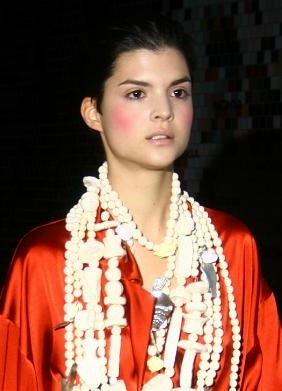
Patricia Schmid

Patricia Schmid (* 23. Januar 1985) ist ein Schweizer Model.

## Karriere
Schmid war mehrfach auf dem Cover der Vogue Zeitschrift, stand für Fotograf Mario Testino vor der Kamera und machte Kampagnen für Shiseido, Adidas und Versace. Für Marc Jacobs und Jean Paul Gaultier lief sie Modeschauen.
In Zusammenarbeit mit dem Schweizer Brillen-Unternehmen VIU hat sie eine eigene Brillen-Kollektion herausgebracht.

## Leben und Ausbildung
Im Juli 2015 schloss Patricia Schmid ihr Studium als Gesundheitscoach am Institute for Integrative Nutrition in New York ab. Schmid ist verheiratet mit dem Bündner Künstler Gian Tumasch.